# Heptamolibdato de amonio
El heptamolibdato de amonio es el compuesto inorgánico cuya fórmula química es (NH4)6Mo7O24, que normalmente se encuentra como forma tetrahidrato. También se conoce la forma dihidrato. Es un sólido blanco, a menudo denominado paramolibdato de amonio o simplemente como molibdato de amonio, aunque el "molibdato de amonio" también puede referirse al ortomolibdato de amonio, (NH4)2MoO4 y otros diversos compuestos. Es uno de los compuestos de molibdeno más comunes.

## Síntesis
El heptamolibdato de amonio se prepara fácilmente disolviendo el trióxido de molibdeno en un exceso de amoniaco acuoso y evaporando la disolución a temperatura ambiente. Mientras la disolución se evapora, se escapa el exceso de amoníaco. Este método da como resultado la formación de prismas transparentes de seis lados del heptamolibdato de amonio tetrahidratado.
Las disoluciones de paramolibdato de amonio reaccionan con ácidos para formar el ácido molíbdico y una sal de amonio. El valor de pH de una disolución concentrada estará entre 5 y 6.

## Usos

### Ácido fosfomolíbdico

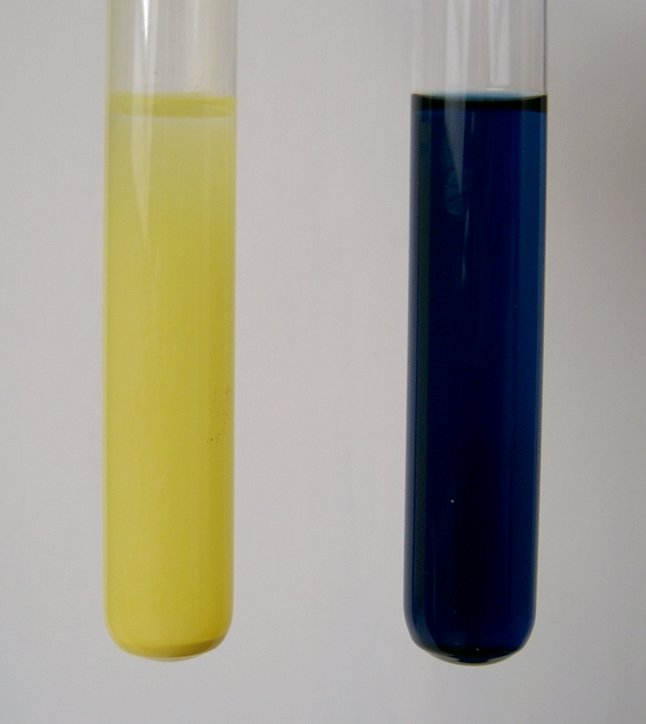
Reacción de molibdato de amonio con iones fosfato en disolución de ácido nítrico, formación de azul de molibdeno a la derecha después de agregar ácido ascórbico.

El ácido fosfomolíbdico se usa en el laboratorio para la detección de sílice, ácido fosfórico, fosfatos, arsénico, plomo y sorbitol y para el análisis del agua de mar. Además, se utiliza en un procedimiento estandarizado para la medición de la inmisión de sulfuro de hidrógeno.
Para obtener el ácido fosfomolíbdico, se trata el heptamolibdato de amonio con ácido nítrico, el fosfato forma un precipitado amarillento de amarillo de molibdeno/dodecamolibdatofosfato de amonio (NH4)3[P(Mo3O10)4]. Cuando se agrega un agente reductor suave como el ácido ascórbico, hay un fuerte color azul (formación de azul de molibdeno). A concentraciones más bajas de molibdato, no hay precipitación, solo cambio de color de la disolución.
Teniendo en cuenta que el heptamolibdato entra en equilibrio en disolución acuosa:
{\displaystyle \mathrm {Mo_{7}O_{24}^{6-}+4\ H_{2}O\rightleftharpoons 7\ MoO_{4}^{2-}+8\ H^{+}} }
se produce la siguiente ecuación de reacción:
{\displaystyle \mathrm {\ PO_{4}^{3-}+12\ MoO_{4}^{2-}+24\ H^{+}+3\ NH_{4}^{+}\longrightarrow (NH_{4})_{3}[P(Mo_{3}O_{10})_{4}]+12\ H_{2}O} }
Estas reacciones también se utilizan para la determinación fotométrica de molibdato o fosfato en el rango de trazas.

### Otros usos
- En la producción de catalizadores de deshidrogenación y desulfuración.
- En la producción de molibdeno metal y cerámica.
- En la fijación de metales.
- En galvanizado.
- En fertilizantes para cultivos.
- Como una tinción negativa en la microscopía electrónica biológica, típicamente en el rango de concentración del 3–5% (vol/vol) y en presencia de trehalosa;[7] o en una concentración saturada para realizar la tinción crio negativa.[8][9]
- Para la detección de drogas recreativas como componente del reactivo de Froehde.